# Pływanie na Letnich Igrzyskach Olimpijskich 1912 – 100 m stylem dowolnym mężczyzn
Wyścig na 100 metrów stylem dowolnym mężczyzn był jedną z konkurencji pływackich rozgrywanych podczas V Igrzysk Olimpijskich w Sztokholmie. Wystartowało 34 (z 62 zgłoszonych) zawodników z dwunastu reprezentacji.
Obrońcą tytułu olimpijskiego był Amerykanin Charles Daniels, zdobywca złota na tym dystansie na Olimpiadzie Letniej w Atenach w 1906 roku i na IV Letnich Igrzyskach Olimpijskich w Londynie w 1908 roku. Na początku 1912 roku Daniels był także rekordzistą świata na 110 jardów stylem dowolnym czasem 1:02,8 ustanowionym 15 kwietnia 1910 roku w Nowym Jorku. Ostatecznie Amerykanin zakończył swoją karierę sportową przed igrzyskami w Sztokholmie, a rolę pretendenta do złotego medalu przejął Niemiec Kurt Bretting, który 6 kwietnia 1912 roku, pobił rekord Amerykanina o 0,4 sekundy.
Ekipie Amerykańskiej przewodził mało znany zawodnik Duke Kahanamoku. Nie startował on w mistrzostwach krajowych z powodów czysto logistycznych – podróżowanie z Hawajów na kontynent nie było wtedy proste, lecz prawdopodobnie Amerykanin ustanawiał rekordowe czasy w swoim miejscu zamieszkania.
Doszło do pewnych kontrowersji w fazie półfinałowej, które rozpisane zostały na wieczór 7 lipca, zaledwie kilka godzin po wyścigach ćwierćfinałowych. Jednak zawodnicy amerykańscy, którzy zakwalifikowali się do półfinałów nie stawili się na starcie, myśląc, iż wyścigi popołudniowe kwalifikują ich do finału, który miał zostać rozegrany 9 lipca. Sędziowie pozwolili zorganizować dodatkowy wyścig dla Amerykanów i dla włoskiego zawodnika Mario Massy, który ominął start w ćwierćfinale z powodu „nieporozumienia”. Sędziowie jednak postawili warunek, że zwycięzca dodatkowego wyścigu zakwalifikuje się do finału wyłącznie w przypadku osiągnięcie lepszego czasu niż trzeci zawodnik w pierwszego półfinału. Ostatecznie Kahanamoku nie tylko osiągnął lepszy czas niż trzeci zawodnik, lecz wyrównał rekord świata Kurta Bettinga. W finale Hawajczyk z łatwością zdobył złoty medal.

## Rekordy
| Rekord świata     | Kurt Bretting (GER)   | 1:02,4 | Bruksela (BEL) | 6 kwietnia 1912 |
| Rekord olimpijski | Charles Daniels (USA) | 1:05,6 | Londyn (GBR)   | 20 lipca 1908   |

## Wyniki

### Eliminacje
Tuż przed rozpoczęciem eliminacji doszło do ponownego losowania składów poszczególnych wyścigów. Początkowo do zawodów zgłoszeni byli jeszcze:  Emanuel Prüll (przed ponownym losowaniem wylosowany do wyścigu 1),  Max Rosenfeld (wyścig 1),  Marcel Pernot (wyścig 5),  Béla Las-Torres (wyścig 8),  Mario Portolongo (wyścig 8),  Bengt Wallin (wyścig 8),  Leo Goodwin (wyścig 1) i  Leslie Rich (wyścig 8). 
Ostatecznie do eliminacji w dniu 7 lipca 1908 przystąpiło 34 zawodników, którzy zostali podzieleni na 8 wyścigów. Awans uzyskiwało dwóch najlepszych z każdego wyścigu (Q) oraz najszybszy z zawodników z trzeciego miejsca (q). W przypadku identycznego wyniku dwóch lub więcej zawodników nie rozgrywano barażu - obaj pływacy przechodzili dalej
Wyścig 1
| Miejsce | Zawodnik             | Kraj    | Wynik  | Uwagi |
| ------- | -------------------- | ------- | ------ | ----- |
| 1.      | László Beleznai      | Węgry   | 1:08,0 | Q     |
| 2.      | Robert Andersson     | Szwecja | 1:09,4 | Q     |
| 3.      | Andreas Asimakopulos | Grecja  | 1:15,4 |       |
| 4.      | Herbert von Kuhlberg | Rosja   |        |       |
| –       | George Hodgson       | Kanada  |        | DNS   |
| –       | Jacques Martin       | Francja |        | DNS   |

Wyścig 2
| Miejsce | Zawodnik            | Kraj              | Wynik  | Uwagi |
| ------- | ------------------- | ----------------- | ------ | ----- |
| 1.      | Kurt Bretting       | Niemcy            | 1:07,0 | Q     |
| 2.      | Paul Radmilovic     | Wielka Brytania   | 1:10,4 | Q     |
| 3.      | Theodore Tartakover | Australazja       | 1:12,2 |       |
| 4.      | Jules Wuyts         | Belgia            | 1:13,6 |       |
| –       | Henri Decoin        | Francja           |        | DNS   |
| –       | Attilio Bellezza    | Włochy            |        | DNS   |
| –       | George Godfrey      | ZPA               |        | DNS   |
| –       | Eben Cross          | Stany Zjednoczone |        | DNS   |

Wyścig 3
| Miejsce | Zawodnik        | Kraj              | Wynik  | Uwagi |
| ------- | --------------- | ----------------- | ------ | ----- |
| 1.      | Leslie Boardman | Australazja       | 1:06,0 | Q     |
| 2.      | Nicholas Nerich | Stany Zjednoczone | 1:07,6 | Q     |
| 3.      | John Derbyshire | Wielka Brytania   | 1:09,2 |       |
| 4. - 6. | Davide Baiardo  | Włochy            |        |       |
| 4. - 6. | Walther Binner  | Niemcy            |        |       |
| 4. - 6. | Alajos Kenyery  | Węgry             |        |       |
| –       | Josef Scheibler | Austria           |        | DNS   |
| –       | Henri Dubois    | Francja           |        | DNS   |
| –       | József Munk     | Węgry             |        | DNS   |
| –       | Richard Frizell | Stany Zjednoczone |        | DNS   |

Wyścig 4
| Miejsce | Zawodnik              | Kraj              | Wynik  | Uwagi |
| ------- | --------------------- | ----------------- | ------ | ----- |
| 1.      | Perry McGillivray     | Stany Zjednoczone | 1:04,8 | Q,    |
| 2.      | Cecil Healy           | Australazja       | 1:05,2 | Q     |
| 3.      | Kenneth Huszagh       | Stany Zjednoczone | 1:06,2 | q     |
| 4.      | Erik Andersson        | Szwecja           |        |       |
| 5.      | Georg Kunisch         | Niemcy            |        |       |
| –       | Heinrich Brandstetter | Austria           |        | DNS   |
| –       | Jean Roldes           | Francja           |        | DNS   |
| –       | Otto Kühne            | Niemcy            |        | DNS   |

Wyścig 5
| Miejsce | Zawodnik          | Kraj              | Wynik  | Uwagi |
| ------- | ----------------- | ----------------- | ------ | ----- |
| 1.      | Duke Kahanamoku   | Stany Zjednoczone | 1:02,6 | Q,    |
| 2.      | William Longworth | Australazja       | 1:05,2 | Q     |
| 3.      | Harry Hebner      | Stany Zjednoczone | 1:10,4 |       |
| 4.      | Gérard Meister    | Francja           | 1:16,6 |       |
| –       | Jenő Rimanóczy    | Węgry             |        | DNS   |
| –       | Virgilio Bellazza | Włochy            |        | DNS   |

Wyścig 6
| Miejsce | Zawodnik        | Kraj              | Wynik  | Uwagi |
| ------- | --------------- | ----------------- | ------ | ----- |
| 1.      | Harold Hardwick | Australazja       | 1:05,8 | Q     |
| 2.      | Max Ritter      | Niemcy            | 1:08,0 | Q     |
| 3.      | Herman Meyboom  | Belgia            | 1:15,4 |       |
| 4.      | James Reilly    | Stany Zjednoczone |        |       |
| –       | Otto Scheff     | Austria           |        | DNS   |
| –       | Jean Martin     | Francja           |        | DNS   |

Wyścig 7
| Miejsce | Zawodnik       | Kraj              | Wynik  | Uwagi |
| ------- | -------------- | ----------------- | ------ | ----- |
| 1.      | Walter Ramme   | Niemcy            | 1:09,2 | Q     |
| 2.      | Mario Massa    | Włochy            | 1:11,8 | Q     |
| 2.      | Harald Julin   | Szwecja           | 1:11,8 | Q     |
| 4.      | John Johnsen   | Norwegia          | 1:19,2 |       |
| –       | Aldo Cigheri   | Włochy            |        | DNS   |
| –       | Mike McDermott | Stany Zjednoczone |        | DNS   |

Wyścig 8
| Miejsce | Zawodnik           | Kraj    | Wynik  | Uwagi |
| ------- | ------------------ | ------- | ------ | ----- |
| 1.      | Erik Bergqvist     | Szwecja | 1:13,4 | Q     |
| 2.      | Georges Rigal      | Francja | 1:17,8 | Q     |
| 3.      | László Szentgróthy | Węgry   |        |       |
| –       | Aleksiej Andriejew | Rosja   |        | DNS   |

### Ćwierćfinały
Ćwierćwinały rozegrano 7 lipca 1912. Awans uzyskiwało dwóch najlepszych z każdego wyścigu (Q) oraz najszybszy z zawodników na trzecim miejscu (q).
Ćwierćfinał 1
| Miejsce | Zawodnik          | Kraj        | Wynik  | Uwagi |
| ------- | ----------------- | ----------- | ------ | ----- |
| 1.      | Kurt Bretting     | Niemcy      | 1:04,2 | Q     |
| 2.      | William Longworth | Australazja | 1:05,2 | Q     |
| 3.      | Harold Hardwick   | Australazja | 1:06,0 |       |
| 4.      | Robert Andersson  | Szwecja     |        |       |
| –       | Georges Rigal     | Francja     |        | DNS   |
| –       | László Beleznai   | Węgry       |        | DNS   |

Ćwierćfinał 2
| Miejsce | Zawodnik        | Kraj              | Wynik  | Uwagi |
| ------- | --------------- | ----------------- | ------ | ----- |
| 1.      | Duke Kahanamoku | Stany Zjednoczone | 1:03,8 | Q     |
| 2.      | Walter Ramme    | Niemcy            | 1:07,8 | Q     |
| 3.      | Max Ritter      | Niemcy            | 1:08,8 |       |
| 3.      | Nicholas Nerich | Stany Zjednoczone | 1:08,8 |       |
| –       | Erik Bergqvist  | Szwecja           |        | DNS   |
| –       | Harald Julin    | Szwecja           |        | DNS   |

Ćwierćfinał 3
Z powodu nieporozumienia w ćwierćfinale nie wystąpił włoski zawodnik Mario Massa, został on jednak później dopuszczony do dodatkowego półfinału razem z pływakami amerykańskimi.
| Miejsce | Zawodnik          | Kraj              | Wynik  | Uwagi  |
| ------- | ----------------- | ----------------- | ------ | ------ |
| 1.      | Kenneth Huszagh   | Stany Zjednoczone | 1:04,2 | Q      |
| 2.      | Perry McGillivray | Stany Zjednoczone | 1:04,4 | Q      |
| 3.      | Cecil Healy       | Australazja       | 1:04,8 | q      |
| 4.      | Leslie Boardman   | Australazja       | 1:05,4 |        |
| 5.      | Paul Radmilovic   | Wielka Brytania   | 1:19,0 |        |
| –       | Mario Massa       | Włochy            |        | DNS, q |

### Półfinały
Dwa półfinały planowano rozegrać 7 lipca 1912 o godzinie 20:00, z których awans mieli uzyskać dwaj najlepsi zawodnicy (Q) i najszybszy z trzeciego miejsca (q). Z powodu zawiłości regulaminowych na starcie nie zjawili się jednak pływacy amerykańscy, którzy byli przekonani, że wcześniej zapewnili sobie awans do finału. Ostatecznie po protestach i wstawieniu się między innymi Cecila Healy'ego zorganizowany został dodatkowy półfinał 9 lipca, do którego dopuszczeni zostali reprezentanci Stanów Zjednoczonych oraz Włoch Mario Massa, który z powodu nieporozumienia nie pojawił się w wyścigu ćwierćfinałowym. Organizatorzy zastrzegli jednak, że zwycięzcy dodatkowego półfinału uzyskają awans wyłącznie gdy uzyskają czas lepszy od zawodnika sklasyfikowanego na trzecim miejscu w pierwszym półfinale.
Półfinał 1
| Miejsce | Zawodnik          | Kraj        | Wynik  | Uwagi |
| ------- | ----------------- | ----------- | ------ | ----- |
| 1.      | Cecil Healy       | Australazja | 1:05,6 | Q     |
| 2.      | Walter Ramme      | Niemcy      | 1:05,6 | Q     |
| 3.      | William Longworth | Australazja | 1:06,2 |       |

Półfinał 2
| Miejsce | Zawodnik      | Kraj   | Wynik  | Uwagi |
| ------- | ------------- | ------ | ------ | ----- |
| 1.      | Kurt Bretting | Niemcy | 1:04,6 | Q     |

Półfinał 3
| Miejsce | Zawodnik          | Kraj              | Wynik  | Uwagi |
| ------- | ----------------- | ----------------- | ------ | ----- |
| 1.      | Duke Kahanamoku   | Stany Zjednoczone | 1:02,4 | Q, =  |
| 2.      | Kenneth Huszagh   | Stany Zjednoczone | 1:06,2 | Q     |
| 3.      | Perry McGillivray | Stany Zjednoczone | 1:06,2 |       |
| –       | Mario Massa       | Włochy            |        | DNF   |

### Finał
Finał rozegrano 10 lipca 1912. Duke Kahanamoku prowadził niemal od startu, a dotychczasowy rekordzista świata Kurt Bretting ani przez chwilę nie stanowił dla niego zagrożenia ostatecznie kończąc wyścig bez medalu. William Longworth nie pojawił się na starcie z powodu infekcji zatok.
| Miejsce | Zawodnik          | Kraj              | Wynik  | Uwagi |
| ------- | ----------------- | ----------------- | ------ | ----- |
| złoto   | Duke Kahanamoku   | Stany Zjednoczone | 1:03,4 |       |
| srebro  | Cecil Healy       | Węgry             | 1:04,6 |       |
| brąz    | Kenneth Huszagh   | Stany Zjednoczone | 1:05,6 |       |
| 4.      | Kurt Bretting     | Niemcy            | 1:05,8 |       |
| 5.      | Walter Ramme      | Niemcy            | 1:06,4 |       |
| –       | William Longworth | Australazja       |        | DNS   |